# Helmut Schieber
Helmut Schieber (* 25. Juni 1938 in Leutkirch; † 29. September 2011 in Bad Homburg vor der Höhe) war ein deutscher Bankmanager.

## Leben
Helmut Schieber, Sohn aus einer evangelischen Pfarrersfamilie, studierte nach einer Banklehre Rechtswissenschaften an der Albert-Ludwigs-Universität Freiburg. 1972 trat er in den Dienst der Landeszentralbank in Baden-Württemberg ein. Er war zunächst persönlicher Referent des Präsidenten Otto Pfleiderer. Nach verschiedenen Positionen wurde er 1985 zum Vizepräsidenten ernannt. 1992 wechselte er als Mitglied des Direktoriums und Leiter der Abteilungen Ausland und internationale Währungen zur Deutschen Bundesbank in Frankfurt am Main. Er war wesentlich an der Einführung des Euro beteiligt. Im Juni 2000 wurde er Präsident der Landeszentralbank in Baden-Württemberg (LZB) in Stuttgart, mit Umwandlung am 1. Mai 2002 Leiter der Hauptverwaltung Stuttgart der Deutschen Bundesbank. Zum 30. Juni 2002 ging er in den Ruhestand. Für sein Wirken wurde er mit dem Verdienstkreuz Erster Klasse des Verdienstordens der Bundesrepublik Deutschland geehrt.
Seit 1964 war er mit Christa, geb. Walther-Burose, verheiratet; aus der Ehe gehen zwei Kinder hervor. Vorfahre ist unter anderem die Schriftstellerin Anna Schieber. Er spielte seit 1969 in der Oldtime-Jazz, Dixieland, Swing und Blues Band „Echoes of Jazz“.
Seit 1993 engagierte er sich für Salzburg Seminar und war dessen Boardmember. In Deutschland stand er dem Freundeskreis (Friends of the Salzburg Seminar) vor.

## Schriften
- Helmut Schieber, Heinz Rapp: Was ist der Wert des Geldes wert? Diagnose und Therapie der chronisch gewordenen Geldentwertung, Europäische Verlagsanstalt Köln, Frankfurt am Main 1977, ISBN 3-434-00292-8